# Lannoy-Cuillère
Lannoy-Cuillère – miejscowość i gmina we Francji, w regionie Hauts-de-France, w departamencie Oise.
Według danych na rok 1990 gminę zamieszkiwały 232 osoby, a gęstość zaludnienia wynosiła 15 osób/km² (wśród 2293 gmin Pikardii Lannoy-Cuillère plasuje się na 767. miejscu pod względem liczby ludności, natomiast pod względem powierzchni na miejscu 180.).